# Szántó Erika
Szántó Erika (Budapest, 1941. szeptember 17. –) Balázs Béla-díjas (1979) magyar színházi rendező, filmrendező, író, filmdramaturg, forgatókönyvíró, egyetemi tanár.

## Életpályája
1955-1959 között a Than Károly Könnyűipari Vegyipari Technikum textil vegyész szakán tanult. 1957-ben a Magyar filmhíradó szerint az MSZMP legfiatalabb tagja, munkásőr 
1959-1964 között az ELTE-BTK magyar-filozófia szakát végezte el. 1964 óta a Magyar Ifjúság szerződéses munkatársa volt. 1965-1994 között a Magyar Televíziónál dolgozott, mint szerkesztő, dramaturg, forgatókönyvíró. 1978-1990 között a Színház- és Filmművészeti Főiskola tanára volt.
1981 óta filmrendező. 1990-2000 között az USA-ban tanított. 1992-1998 között a San Francisco State University filmtanszék tanára volt. 1994-1998 között a Dominican University of California előadója volt. 2001-ben New Orleansban rendezett. 2002-ben jött haza Magyarországra, de forgatókönyvírói kurzusokon továbbra is tanított Kaliforniában. 2003 óta meghívott előadó Pennsylvaniában.
Pályája során társai voltak például Mihályfi Imre, Zsurzs Éva, Balogh Zsolt, Dömölky János, Esztergályos Károly, Fehér György, Felvidéki Judit, Hajdufy Miklós, Horváth Ádám, Horváth Z. Gergely és Nemere László. A magyar filmművészet alkotói közül partnere volt Makk Károly, Ranódy László és Szász Péter, András Ferenc, Erdős Pál, Sándor Pál rendezőknek.

## Színházi munkái

### Szerzőként
- Kedves Bópeer...! (1976)
- Mitől görbe a görbe? (1980)
- Garbo (2007)
- Szerettem őt (2012)

### Rendezőként
- Garcia Lorca: Bernarda Alba háza (2000)
- Miller: Lefelé a hegyről (2001, 2006)
- Csehov: Ványa bácsi (2003)
- Koestler: Sötétség délben (2004)
- Enquist: A nap huszonötödik órája (2005, 2007)
- Becker: Caveman (2005)
- Ibsen: Nóra (2006)
- Axell: Garbo (2007)
- Simon: Ölelj át! (2011)
- Gavalda: Szerettem őt (2012)

## Filmjei
| - Az utolsó budai basa (1963) - Mélyrétegben (1967) - Jaguár (1967) - Az élő Antigoné (1968) - Mindannyiotok lelkiismerete megnyugodhat… (1970) - Aszfaltmese (1971) - Kiskirályok (1972) - És mégis mozog a föld (1973) (forgatókönyvíró is) - …és a holtak újra énekelnek (1973) - Téli sport (1973) - Próbafelvétel (1974) - Kínai kancsó (1974) - KapupéNz (1975) - A szerelem bolondjai (1976) - A lőcsei fehér asszony (1976) - Haszontalanok (1976) - A vonatok reggel indulnak (1976) - Party (1977) - Muslincák a liftben (1977) - Negyedik forduló (1978) - Viszontlátásra, drága (1978) - Beszélgetések Szókratésszal (1978) - Mire a levelek lehullanak (1978) - Philemon és Baucis (1978) - Ingyenélők (1979) - Forró mezők (1979) - Mese habbal (1979) - Aki mer, az nyer (1979) - Egy hónap falun (1980) - Harcmodor (1980) - Rettegés és ínség a harmadik birodalomban (1980) - Szerelmem Elektra (1980) - Luxus-eljárás (1981) - A legnagyobb sűrűség közepe (1981) - A messziről jött ember (1981) - Holtak hallgatása - Requiem egy hadseregért (1982) - Szívzűr (1982) - Dögkeselyű (1982) - Nápolyi mulatságok (1982) - Hungarian Dracula (1983) - Sértés (1983) - Klapka légió (1983) - Adj király katonát (1983) - A béke szigete (1983) - Ember és árnyék (1985) - A nagy generáció (1985) - Első kétszáz évem (1986) - Visszaszámlálás (1986) - Gondviselés (1987) - Isten veletek, barátaim (1987) - Az angol királynő (1988) - Labdaálmok (1989) - Állítsátok meg Terézanyut! (2004) | - Portugál királylány (1974) - Fürdés (1974) - Kenyér és cigaretta (1975) - Hívójel (1979) - Bizalom (1980) - A téglafal mögött (1980) - Színes tintákról álmodom (1980) - Optimisták (1981) - Különös házasság (1984) - A hattyú halála (1984) (rendező is) - Az óriás (1984) (rendező is) - Elysium (1986) (rendező is) - Küldetés Evianba (1988) (rendező is) - Szappanbuborék (1995) (rendező is) - A szibériai nyuszt (2005) (rendező is) - Könyveskép (2005) (rendező is) - Marslakók (2012) - Egy kalandor szerelme (1980) - A kezdet és a vég (1981) - Folytatólagos előadás (1982) - Pályakorrekció (1982) - Árvácska-titok (1982) - A cirkuszigazgató (1984) - A gyermekmentő (1985) - Gaudiopolis - In memoriam Sztehlo Gábor (1989) (forgatókönyvíró is) - Százezer ős (1990) - Titok (1991) - Cirkusz (1994) (forgatókönyvíró is) - Magyar elsők (2003) - Göncz Árpád: Front (2005) - Mi van veled Nyilas Misi? (2006) |

## Művei
- Megmondod, ki vagy? (elbeszélés, 1969)
- Talán holnap (regény, 1973)
- Ember – díszletek nélkül; Popper Péter tanulmányával; Saxum, Bp., 2000 (Az élet dolgai)

## Díjai
- Balázs Béla-díj (1979)
- Karlovy Vary-i fődíj (1982)
- Los Angeles-i fődíj (1988)
- Prix Italia fődíja (1989)
- Golden Gate-díj (1994)